# Airrace
Pour les articles homonymes, voir Air Race (Zamperla) et AiRace Speed.
Airrace est un groupe de hard rock britannique. Le groupe est formé en 1982, et publie en 1984 son premier album, Shaft of Light au label Atco. Le groupe se sépare deux ans plus tard en 1986, puis revient en 2009 avec un nouvel album, Back to the Start, en 2011. En 2017, Airrace annonce un nouvel album pour 2018.

## Biographie

### Première phase (1982–1986)
Le groupe est formé en septembre 1982 par le guitariste Laurie Mansworth qui venait de quitter le groupe More. Après une classique période de répétitions, la formation est complétée par le chanteur Phil Lewis, le bassiste Jim Reid et le batteur Simon Tomkins. Airrace donne son premier concert le 11 février 1983 au Marquee Club de Londres. C'est le soir même de ce concert que le célèbre manager Peter Grant propose à Laurie Mansworth d'engager un musicien dont il s'occupe particulièrement : il s'agit d'un jeune batteur prometteur âgé d'à peine 17 ans nommé Jason Bonham.
Sous la houlette de Peter Grant, Airrace s'installe au Horselunges Manor pour une longue période de répétitions qui voit la formation évoluer avec l'arrivée du claviériste Toby Sadler et du nouveau chanteur Keith Murrell. L'hiver 1983 voit Airrace effectuer la première partie de la tournée britannique de Def Leppard puis en février 1984 celle de Ted Nugent, avant de partir à New York enregistrer son premier album sous la direction de Beau Hill.
Après la sortie de leur premier album, Shaft of Light, le 5 octobre 1984, Airrace entame déjà en tournée européenne depuis août 1984 en première partie de la tournée The Works Tour de Queen. Si cette tournée se déroule dans d'excellentes conditions humaines et techniques, il n'en est pas de même pour les deux concerts donnés en première partie d'AC/DC à Lyon et Paris respectivement les 12 et 15 septembre 1984 : remplaçant à la dernière minute Mötley Crüe, le groupe est continuellement bombardé de cannettes et autres projectiles par une partie du public rendue furieuse par l'absence de Mötley Crüe. Airrace poursuit sa tournée européenne en première partie de Meat Loaf et donne son dernier concert toujours en première partie de Krokus le 8 mai 1985 à Londres. Les départs successifs de Jason Bonham, puis Keith Murrell portent un coup fatal à Airrace qui se sépare en 1986. Mansworth tentera de ressusciter Airrace la même année avec une nouvelle formation, mais elle s'écroulera rapidement.

### Retour (depuis 2009)
Airrace se reforme en 2009 autour de Laurie Mansworth et Keith Murrell, mais sans Jason Bonham désormais installé en Floride. Leur premier album, Shaft of Light, est réédité la même année par le label Rock Candy Records en CD remastérisé avec deux titres bonus.
Leur deuxième album, intitulé Back to the Start, est annoncé et publié le 1er juillet 2011 par le label Frontiers Records,,. L'album comprend 12 morceaux. Le single Keep on Going y en est extrait, et sorti la même année.
Le groupe revient en septembre 2017 avec un clip lyrique du single Eyes Like Ice, issu de leur prochain album, encore sans titre, annoncé pour 2018. Ils annoncent par la même occasion une tournée britannique aux côtés du groupe local Lionheart qui s'effectuera notamment le 2 décembre à Londres.

## Discographie
- 1984 : Shaft of Light (Atco)
- 2011 : Back to the Start
- 2011 : Keep on Going (single)